# 村田文雄
村田 文雄（むらた ふみお、1951年または1952年 - ）は、日本の地方公務員。福島県生活環境部長、福島県副知事、同県信用保証協会会長などを歴任。

## 人物・経歴
福島大学経済学部卒業、福島県庁に入庁し、生活環境部長		を経て副知事。2013年 (平成25年) 6月 復興庁の参事官が自らのツイッターで被災地などを中傷するつぶやきをしていた問題で、谷公一、浜田昌良の両復興副大臣が同県庁などを訪れ、謝罪した際に対応。「誠に遺憾で、厳重に抗議する」と述べた。
2014年12月 県総務部長の鈴木正晃を後任として副知事退任。後に福島県信用保証協会会長。

## その他役職
- 福島商工会議所 常議員[7]
- 福島大学福島信陵会会長[2]

## 栄典
2022年、秋の叙勲で瑞宝中綬章を受章。